# ホットケーキ (アルバム)
『ホットケーキ』（原題： Hotcakes）は、アメリカ合衆国のシンガーソングライター、カーリー・サイモンが1974年に発表した4作目のスタジオ・アルバム。

## 背景
「愛のモッキンバード」はアイネズ&チャーリー・フォックスが1963年にヒットさせた曲のカヴァーで、当時サイモンの夫だったジェームス・テイラーが歌詞を改作し、サイモンと共にボーカルも担当した。この曲のレコーディングには、ザ・バンドのロビー・ロバートソンがリードギター、マイケル・ブレッカーがテナー・サックスのソロ、ドクター・ジョンがピアノとオルガンで参加している。また、前作『ノー・シークレッツ』（1972年）に引き続き、クラウス・フォアマンが大半の曲でベースを弾いた。
サイモンはジャケット写真の撮影当時、後にミュージシャンとして活動する長女サリー・テイラーを身篭っていた。

## 反響・評価
母国アメリカのBillboard 200では3位に達し、前作『ノー・シークレッツ』に続くトップ5入りを果たして、RIAAによってゴールドディスクに認定された。全英アルバムチャートでは9週チャート圏内に入り、最高19位を記録した。
本作からは「愛のモッキンバード」（全米5位・全英34位）、「悲しむ時はなく」（全米14位）がシングル・ヒットした。
William Ruhlmannはオールミュージックにおいて5点満点中4点を付け「当時のサイモンが家庭内で得た無上の喜びが明かされた、自伝的なコンセプト・アルバム」と評している。

## 収録曲
特記なき楽曲はカーリー・サイモン作。
サイド 1
1. 二人でいつまでも - "Safe and Sound" (Carly Simon, Jacob Brackman) - 3:39
2. 我が心の人 - "Mind on My Man" - 2:59
3. 初めてのベイビー - "Think I'm Gonna Have a Baby" - 3:56
4. オールダー・シスター - "Older Sister" - 3:08
5. ジャスト・ノット・トゥルー - "Just Not True" - 5:18
6. ホットケーキ - "Hotcakes" - 1:08

サイド 2
1. ミスフィット - "Misfit" - 3:07
2. フォーエヴァー・マイ・ラヴ - "Forever My Love" (C. Simon, James Taylor) - 3:26
3. 愛のモッキンバード - "Mockingbird" (Inez Foxx, Charlie Foxx/ additional lyrics by J. Taylor) - 4:14
4. グロウンアップ - "Grownup" - 3:46
5. 悲しむ時はなく - "Haven't Got Time for the Pain" (C. Simon, J. Brackman) - 3:54

## 参加ミュージシャン
- カーリー・サイモン - ボーカル、ピアノ、アコースティック・ギター
- ジェームス・テイラー - ボーカル(#9)、アコースティック・ギター (#2, #4, #5, #7, #8, #11)、バックグラウンド・ボーカル (#5)、ホーン・アレンジ (#6)、ホーン・セクション指揮 (#6)
- デヴィッド・スピノザ - エレクトリックギター (#1, #3, #4, #8)
- バッキー・ピザレリ - エレクトリックギター (#2)
- ジミー・ライアン - アコースティック・ギター (#4, #5, #11)、エレクトリックギター (#7, #9)
- ロビー・ロバートソン - エレクトリックギター (#9)
- ケン・アッシャー - ピアノ (#1, #8, #10)、オルガン (#7)
- ドクター・ジョン - ピアノ、オルガン (#9)
- クラウス・フォアマン - ベース (#1, #3, #5, #7, #8, #9, #11)
- リチャード・デイヴィス - ベース (#2)
- ラリー・ブリーン - スラップ・ベース (#4)
- リック・マロッタ - ドラムス (#1)
- ジム・ケルトナー - ドラムス (#3, #4, #9, #11)
- ジム・ゴードン - ドラムス (#5)
- ビリー・コブハム - ドラムス (#6)
- アンディ・ニューマーク - ドラムス (#7)
- ラッセル・カンケル - ドラムス (#8)
- ラルフ・マクドナルド - コンガ (#2)、パーカッション (#3, #9, #11)
- ジョージ・デヴォンズ - カバサ (#2)
- スティーヴ・マダイオ - トランペット (#6)
- バリー・ロジャース - トロンボーン (#6)
- ボビー・キーズ - テナー・サックス (#6)、バリトン・サックス (#9)
- ハワード・ジョンソン - チューバ、バリトン・サックス (#6)
- マイケル・ブレッカー - テナー・ザックス・ソロ (#9)
- カール・ホール - バックグラウンド・ボーカル (#3, #11)
- ラニ・グローヴス - バックグラウンド・ボーカル (#3, #11)
- タシャ・トーマス - バックグラウンド・ボーカル (#3, #11)
- ルーシー・サイモン - バックグラウンド・ボーカル (#3)
- トッド・グラフ - バックグラウンド・ボーカル (#3)
- ベニー・ディグス&ザ・レヴェレイションズ - バックグラウンド・ボーカル (#4)
- リチャード・ペリー - バックグラウンド・ボーカル (#4)
- ポール・バックマスター - アレンジ、指揮 (#1, #5, #7, #8, #10, #11)